# Vincent Philippe (journaliste)
Pour les articles homonymes, voir Vincent Philippe et Philippe.
Vincent Philippe, né le 24 mai 1940 à Lausanne, est un journaliste et écrivain suisse.

## Biographie
Vincent Philippe naît le 24 mai 1940 à Lausanne, dans le canton de Vaud. Il est originaire de Delémont, où il passe son enfance. Il est le troisième de sa fratrie. Son père, épicier, est le conseiller national démocrate-chrétien Étienne Philippe, fortement engagé dans le mouvement autonomiste jurassien, tout comme il le sera lui-même ; sa mère, Clara Vadas, est un médecin hongrois. 
Il obtient en 1963 une licence en lettres de l'Université de Genève, après avoir étudié une année à Paris en 1959.
Il est engagé comme stagiaire en 1964 à la Feuille d'avis de Lausanne, puis participe en 1976 au lancement de La Tribune de Lausanne - Le Matin. Il travaille également pour l'émission télévisée Temps présent. Il est correspondant à Paris pour 24 heures et La Tribune de Genève à partir de 1981.
Il est notamment l'auteur de Le Jura république (1978), un livre politique marquant la naissance du nouveau canton, en collaboration avec la photographe Simone Oppliger, de Le silence d'Ilona (1999), le roman d'une quête pour découvrir le passé de sa mère, et de Bleus détroits (2022), né d'une rencontre au Maroc et portant sur la question de l'aide aux immigrés.
Il est en couple avec le créateur de mode franco-colombien Jorge Johnson, qu'il rencontre à Paris en 1983.

## Publications
- Bleus détroits, Sainte-Croix, Éditions Mon Village, 20 juin 2022, 124 p. (ISBN 9782881944208)
- Voyages d'un jeune homme rangé, Vevey, Éditions de l'Aire, 4 avril 2017, 252 p. (ISBN 978-2940586561)
- Ne dure qu'un instant, Vevey, Éditions de l'Aire, 2010, 208 p. (ISBN 9782881089466)
- Roland Béguelin, la plume épée, Vevey, Éditions de l'Aire, 2008, 414 p. (ISBN 9782881088674)
- Le grillon et la maréchale, Vevey, Éditions de l'Aire, 5 novembre 2004, 250 p. (ISBN 978-2881087134)
- Le silence d'Ilona, Orbe, Bernard Campiche, 21 novembre 1999, 138 p. (ISBN 978-2882410924)
- Son fils Matteo, Lausanne, L'Âge d'Homme, 1994, 158 p. (ISBN 2825105635)
- Dans les pas de Sophie, Lausanne, Éd. Empreintes, 1988, 154 p.
- Le Jura république : 23e canton suisse, Lausanne, Éd. 24 Heures, 1978, 190 p. (ISBN 2826500252)

## Sources
- Publications de Vincent Philippe dans le catalogue Helveticat de la Bibliothèque nationale suisse
- « Vincent Philippe », sur la base de données des personnalités vaudoises sur la plateforme « Patrinum » de la Bibliothèque cantonale et universitaire de Lausanne.
- Anne-Lise Delacrétaz, Daniel Maggetti, Écrivaines et écrivains d'aujourd'hui, p. 308
- Philippe, Vincent
- Vincent Philippe
- A D S - Autorinnen und Autoren der Schweiz - Autrices et Auteurs de Suisse - Autrici ed Autori della Svizzera